# Lou Lopez Sénéchal
Pour les articles homonymes, voir Lopez et Sénéchal.
Lou Lopez Sénéchal, née le 12 mai 1998 à Guadalajara au Mexique, est une joueuse franco-mexicaine de basket-ball. Elle a joué pour les équipes universitaires des Stags de Fairfield et des Huskies du Connecticut. Elle est sélectionnée en 5e position  par les Wings de Dallas lors de la draft WNBA 2023.

## Biographie

### Jeunesse
Née de Carlos López et Sophie Sénéchal à Guadalajara (Mexique) le 12 mai 1998, Lou Lopez Sénéchal est une joueuse franco-mexicaine,. Alors qu'elle a 5 ans, sa famille déménage en France à Grenoble. Elle pratique d'abord le football avant de débuter au basket-ball à 8 ans
Elle démarre ses études au lycée en France tout en jouant pour le club de La Tronche-Meylan. Sa progression étant tardive, elle n'est alors pas au niveau pour intégrer les centres de formation des clubs professionnels. Elle passe l'année scolaire 2017-2018 en Irlande à la North Atlantic Basketball Academy. Une connaissance lui explique se préparer à aller jouer au Canada, ce qui lui donne l'idée qu'elle pourrait également jouer outre-Atlantique.

### Carrière universitaire
Par les contacts de son beau-père, elle contacte plus de deux-cent universités de Division I et II, en excluant les plus compétitives.
Ayant reçu des propositions de bourses des River Hawks de l'UMass-Lowell, des Golden Hurricane de Tulsa, des Zips d'Akron, des Dukes de Duquesne et des Stags de Fairfield, elle se rend aux États-Unis. L'entraîneur de Fairfield, Joe Frager, avait prévu un test de 45 minutes, qu'il stoppe après 10 minutes le trouvant assez satisfaisant. Il l'avait déjà étudiée auparavant en vidéo mais voulait connaître sa personnalité. Elle s'engage donc pour les Stags,,

#### Fairfield
Durant son année senior, elle est la meilleure joueuse d'attaque avec notamment 26 points dans un succès 72 à 60 contre Quinnipiac, qui restait alors sur cinq titres de champion de la saison régulière de la Metro Atlantic Athletic Conference.
Elle conduit Fairfield au tournoi final NCAA lors de cette saison dont Joe Frager avait annoncé qu'elle serait celle de sa retraite. L'équipe remporte le titre de la MAAC pour la première fois depuis 1998, ce qui la qualifie pour le tournoi final pour la première fois depuis 2001 et l'oppose au premier tour aux Longhorns du Texas à Austin. Lors de la première période, le coude de Lauren Ebo heurte le visage de Lou Lopez Sénéchal, mais elle revient sur le terrain durant la seconde période  après avoir été pansée et re-marque rapidement. Les Longhorns s'imposent mais n'ont dominé que d'un point lorsque Lopez Sénéchal était sur le terrain grâce, entre autres, à ses 17 points marqués. Elle est élue meilleure joueuse de la MAAC sur sa saison senior.

#### UConn
Bien qu'elle soit senior, la NCAA accorde le droit à une cinquième saison sportive à cause de la pandémie de Covid-19. S'étant placée sur le liste des transferts, le nom de Lou Lopez Sénéchal attire l'attention de la coach Morgan Valley, membre du staff de UConn. Elle contacte son entraîneur Joe Frager, qui connait bien l'entraîneur des Huskies Geno Auriemma et celui-ci lui confirme qu'il pense qu'elle s'adapterait bien à UConn. Les premiers contacts en visioconférence ont lieu alors que l'équipe des Huskies se trouve à Minneapolis pour le Final Four. L'entrevue étant concluante, Lou Lopez Sénéchal s'engage sans visiter les autres universités intéressées pour l'accueillir. Si son rôle avait été envisagé comme secondaire, elle gagne dès la première semaine l'estime de l'entraîneur Geno Auriemma,,.
Son intégration est aisée : « J’ai bientôt 25 ans. Même en étant toujours à l’université, la maturité que j’ai gagnée à Fairfield pendant 4 ans m’aide beaucoup à réussir une année comme ça ici. Si j’avais été une freshman, ça se serait peut-être passé différemment ». Son arrivée est d'autant plus appropriée qu'UConn est privé toute la saison de Paige Bueckers et bien vite également d'Azzi Fudd, ce qui lui permet d'être responsabilisée avec un gros temps de jeu. Jamais retenue dans les équipes de France jeunes, elle reçoit en mars 2023 la visite de l'entraîneur de l'équipe senior Jean-Aimé Toupane. Les Huskies sont éliminés par à Ohio State (73-61) dans le Sweet 16 avec 25 points de Lou Lopez Sénéchal, qui souffrait pourtant d'un genou et une cheville meurtris en raison d’un choc survenu en première mi-temps. Ses statistiques avec les Huskies sont de 15,5 points avec 47,6 % aux tirs du champ dont 44 % de réussite à trois-points et 85,4% aux lancers-francs, et 3,1 rebonds démontrant ainsi ses qualités de shooteuse.

### Carrière professionnelle

#### 2023
Elle est sélectionnée en 5e position de la draft WNBA 2023 par les Wings de Dallas,.

## Statistiques

### États-Unis

#### Université
| Gras/Meilleures performances | [ 25 ] |

| Saison                    | Équipe                    | Matchs | Titul. | Min./m | % Tir | % 3pts | % LF | Rbds/m. | Pass/m. | Int/m. | Ctr/m. | Pts/m. |
| ------------------------- | ------------------------- | ------ | ------ | ------ | ----- | ------ | ---- | ------- | ------- | ------ | ------ | ------ |
| 2018-2019                 | Stags de Fairfield        | 22     | 22     | 30,5   | 41,4  | 32,8   | 85,7 | 4,7     | 1,8     | 1,2    | 0,5    | 11,8   |
| 2019-2020                 | Stags de Fairfield        | 30     | 30     | 34,3   | 43,1  | 39,2   | 85,6 | 5,7     | 1,6     | 1,0    | 0,8    | 15,5   |
| 2020-2021                 | Stags de Fairfield        | 16     | 16     | 33,4   | 42,4  | 40,7   | 83,0 | 3,4     | 1,6     | 0,9    | 0,5    | 16,9   |
| 2021-2022                 | Stags de Fairfield        | 31     | 31     | 34,0   | 44,9  | 40,9   | 80,0 | 4,6     | 1,1     | 1,0    | 0,4    | 19,5   |
| 2022-2023                 | Huskies du Connecticut    | 37     | 37     | 31,5   | 47,6  | 44,0   | 85,4 | 3,1     | 1,6     | 0,5    | 0,3    | 15,5   |
| Total : moyenne par match | Total : moyenne par match |        |        | 32,8   | 47,6  | 44,0   | 85,4 | 4,3     | 1,5     | 0,9    | 0,5    | 16,0   |
| Totaux                    | Totaux                    | 136    | 136    | 4 455  | 796   | 247    | 334  | 585     | 207     | 120    | 68     | 2 173  |

#### WNBA
| Saison | Équipe          | MJ | M5 | Min | %T   | %3   | %LF  | Rb  | PD  | Int | Ctr | BP  | F   | Pts |
| ------ | --------------- | -- | -- | --- | ---- | ---- | ---- | --- | --- | --- | --- | --- | --- | --- |
| 2024   | Wings de Dallas | 27 | 0  | 4,7 | 29,4 | 20,0 | 50,0 | 0,4 | 0,4 | 0,1 | 0,0 | 0,2 | 0,5 | 0,9 |
| Total  | Total           | 27 | 0  | 4,7 | 29,4 | 20,0 | 50,0 | 0,4 | 0,4 | 0,1 | 0,0 | 0,2 | 0,5 | 0,9 |

## Palmarès et distinctions

### Distinctions personnelles

#### NCAA
- Joueuse de l'année de la MAAC (2022)
- Meilleur cinq de la MAAC (2020, 2021, 2022)[26]
- Meilleur cinq de la Big East (2023)[27]
- Meilleur cinq du tournoi de la Big East(2023)[28]
- Meilleur joueuse du tournoi de la MAAC (2022)[29]
- Rookie de l'année de la MAAC (2019)[26]
- Joueuse de l'année de la MAAC (2022)[30]